# Irena Kownas
Irena Kownas (ur. 9 sierpnia 1937 w Wilnie) – polska aktorka teatralna i filmowa.

## Teatr
- Teatr Ludowy w Warszawie: 1961–1963
- Teatr im. Stefana Jaracza w Olsztynie: 1963–1966
- Teatr Współczesny w Szczecinie: 1966–1968
- Teatr Komedia w Warszawie: 1968–1976
- Teatr Ateneum w Warszawie: 1976–1985
- Teatr Ochoty w Warszawie: 1982
- Teatr Polski w Szczecinie: 1985–1986
- Teatr Rozmaitości w Warszawie: 1986–1991
- Teatr Powszechny w Warszawie: 1993
- Teatr Muzyczny „Roma”: 1999

## Filmografia
- 2008: Glina – dozorczyni (odc. 21)
- 2007: Ryś – Dobrolin
- 2006: Kryminalni – babcia Szczepana (odc. 49)
- 2006: Będziesz moja – Barbara Nowak, matka Justyny
- 2006: Niania odc.40 – turystka w parku
- 2004: Atrakcyjny pozna panią… – Elżunia
- 2003–2008: M jak miłość – pani Ludmiła, kierowniczka Domu Dziecka
- 2003: Zróbmy sobie wnuka – Apolonia Tuchała, matka Krysi
- 2001: Wielkie rzeczy – matka Danki
- 2000–2007: Plebania – Badowska
- 2000: Skarb sekretarza – matka Stanisława
- 2000: Słoneczna włócznia – pani Barrett
- 1999: Policjanci – baba z jajkami
- 1997: Dom - wdowa Jadwiga Rupała, kandydatka na żonę Szczepana Pocięgły.
- 1996: Maszyna zmian. Nowe przygody – plotkarka
- 1995: Pestka – Róża, gosposia Borysa i Teresy
- 1988: Mistrz i Małgorzata – Praskowia
- 1988: Obywatel Piszczyk – matka Renaty
- 1987: Rzeka kłamstwa – Fidelisowa
- 1987: Nad Niemnem – Starzyńska
- 1986: Nad Niemnem – Starzyńska
- 1986: ESD – pani Lisiecka, matka upiornych braci
- 1985: Urwisy z Doliny Młynów – kowalowa
- 1985: Na wolność – Irena Wituska, matka Uli
- 1982: Popielec – Wargała
- 1982: Gry i zabawy
- 1981: Człowiek z żelaza – kobieta przygotowywana do programu radiowego
- 1981: Karabiny – Gruba
- 1981: Wierne blizny – żona Fuksa
- 1981: Kłamczucha – wicedyrektor
- 1980: Przed maturą – ciotka Marty Macewicz
- 1980: Punkt widzenia – Jadwiga, żona profesora Szczepkowskiego (odc. 5)
- 1979: Die Schmuggler von Rajgorod – Matka Anskath
- 1979: Biała gorączka – Krystyna
- 1978: Sowizdrzał świętokrzyski
- 1978: Płomienie – bufetowa
- 1977: Noce i dnie – kucharka Felicja
- 1976: Daleko od szosy – Irena, żona sadownika Wieczorka (odc. 1)
- 1976: Szaleństwo Majki Skowron – sekretarka Liwicza
- 1976: Najlepsze w świecie – przyjaciółka matki Kaja
- 1976: Motylem jestem, czyli romans 40-latka – Miazgałowa, pani z saksofonami
- 1975: Dyrektorzy – sąsiadka Gajdy
- 1975: Noce i dnie – Felicja, kucharka w Serbinowie
- 1974: Łukasz – kierowniczka sklepu
- 1973: Czarne chmury – Młynarzowa
- 1963: Dwa żebra Adama – gospodyni księdza Makowskiego
- 2008: Świat według Kiepskich odcinek Sylwester bez granic – emerytka (odc. 278) (gościnnie)
- 1999–2009: Na dobre i na złe – Maria Grodecka (2000) (odc. 26); matka Edmunda – pacjenta z nadwagą (2009) (odc. 385) (gościnnie)
- 1976–1987: 07 zgłoś się – trzy różne role: (gościnnie)
  - położna w szpitalu w Łodzi (odc. 7)
  - Hanyszowa, sąsiadka Jagodzińskich (odc. 12)
  - Właścicielka pensjonatu „Viola” w Płotnicy (odc. 16)

## Dubbing
- 2005: Garbi: super bryka – doktorka
- 2000: 102 dalmatyńczyki – Agnes
- 1991: Hook – Liza
- 1979: Arabela – Věra Majerová
- 1973: Robin Hood – Lady Gdak